# Cosmoscarta greeni
Cosmoscarta greeni is een halfvleugelig insect uit de familie schuimcicaden (Cercopidae). De wetenschappelijke naam van deze soort is voor het eerst geldig gepubliceerd in 1889 door Atkinson.